# Bira (Sulawesi)

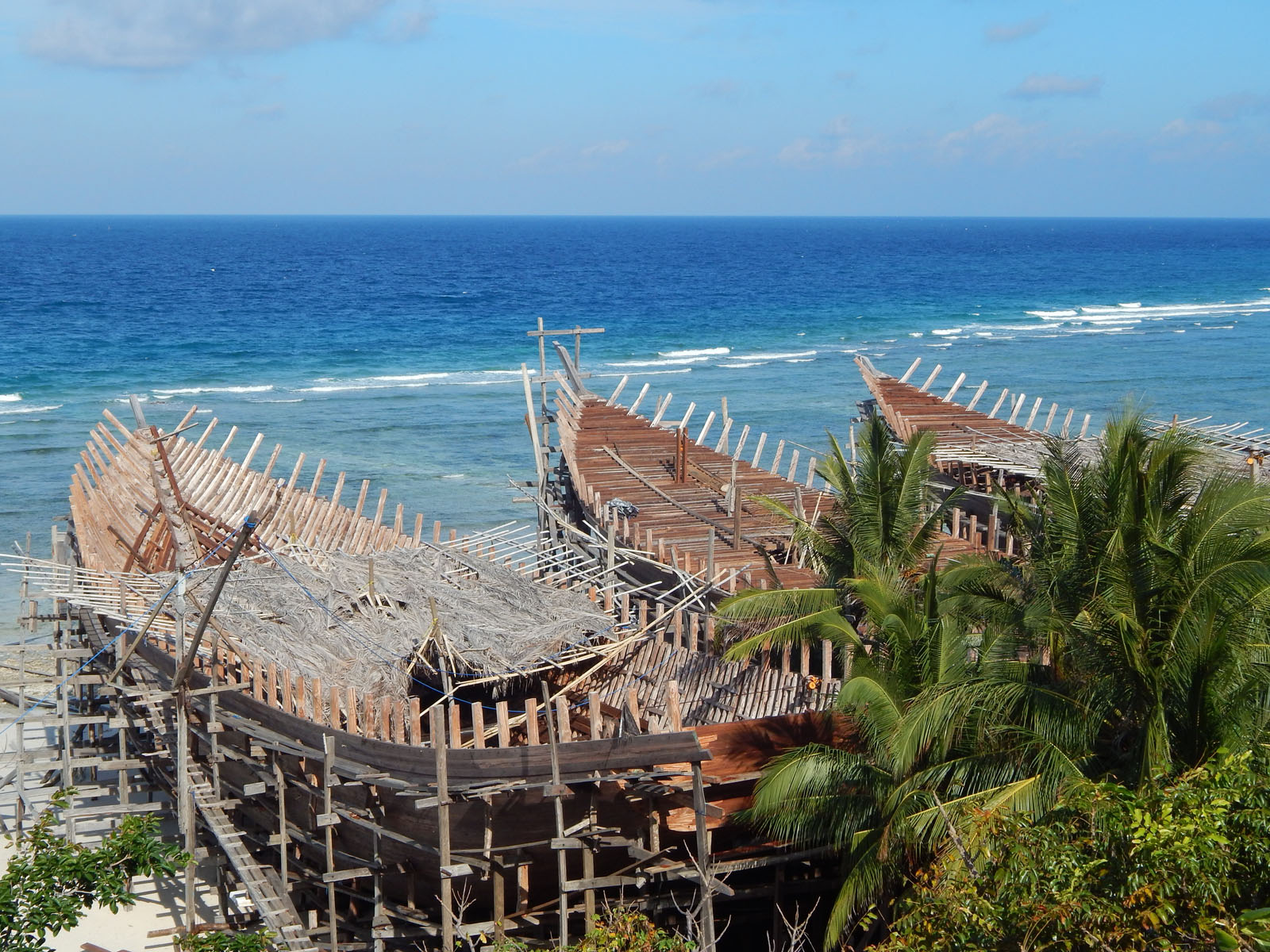
Traditioneller Schiffbau in Bira

Bira oder Pantai Bira ist ein Dorf und einer der bekanntesten Strände Süd-Sulawesis. Die Entfernung nach Makassar beträgt 195 km. Bira liegt im Gebiet der Konjo und ist traditioneller Bauort der Pinisi-Schiffe, die noch heute hier aus Holz gebaut werden. Der Bau eines solchen Schiffes kann durchaus bis zu einem Jahr dauern und bis zu 2 Mrd. indonesische Rupien kosten. Daneben spielt die Weberei, die in vielen Familien in Form von Heimarbeit eine zusätzliche Einkommensquelle darstellt und deren Erzeugnisse auf Lombok und anderen Inseln Indonesiens begehrt sind, eine wichtige Rolle. Der abseits der Haupttouristenroute gelegene Ort ist heute auch als Tauchgebiet beliebt.
Bira vorgelagert ist die kleine Insel Pulau Liukang, auf der in zwei Dörfern rund 100 Menschen leben, und die ebenfalls gute Möglichkeiten zum Tauchen und Schnorcheln bietet.
Vom Hafen am Pantai Timur verkehren Fähren nach Flores (Labuan Bajo) und Selajar.